# Преньян
Пренья́н (фр. Preignan) — коммуна во Франции, находится в регионе Юг — Пиренеи. Департамент — Жер. Входит в состав кантона Ош-Нор-Уэст. Округ коммуны — Ош.
Код INSEE коммуны — 32331.

## География

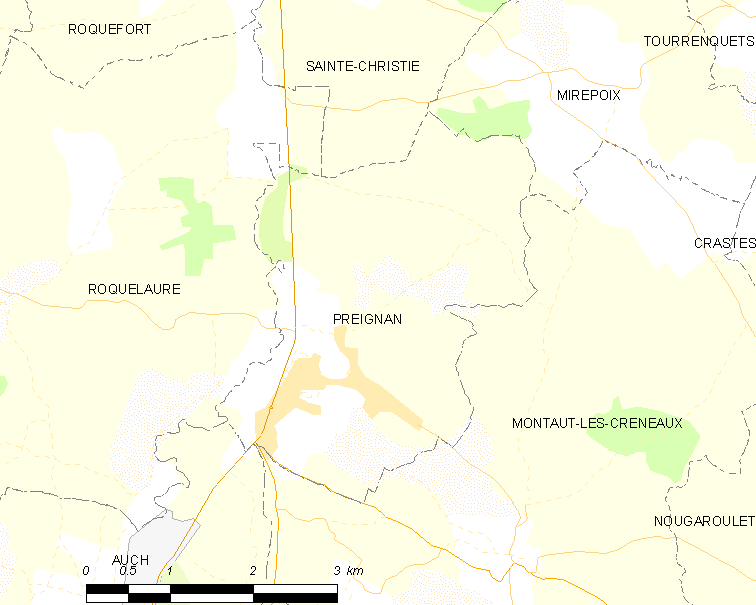
Карта коммуны

Коммуна расположена приблизительно в 590 км к югу от Парижа, в 70 км западнее Тулузы, в 9 км к северо-востоку от Оша.
На западе коммуны протекает река Жер.

## Климат
Климат умеренно-океанический. Лето жаркое и немного дождливое, температура часто превышает 35 °С. Зимой часто бывает отрицательная температура и ночные заморозки. Годовое количество осадков — 700—900 мм.

## Население
Население коммуны на 2010 год составляло 1248 человек.
| 1962 | 1968 | 1975 | 1982 | 1990 | 1999 | 2010 |
| ---- | ---- | ---- | ---- | ---- | ---- | ---- |
| 188  | 183  | 312  | 499  | 793  | 962  | 1248 |

## Администрация
| Период | Период | Фамилия        | Партия                  | Примечания               |
| ------ | ------ | -------------- | ----------------------- | ------------------------ |
| 2001   | 2008   | Пьер Лассер    | Социалистическая партия | член генерального совета |
| 2008   | 2020   | Паскаль Мерсье |                         |                          |

## Экономика
В 2010 году среди 835 человек трудоспособного возраста (15-64 лет) 634 были экономически активными, 201 — неактивными (показатель активности — 75,9 %, в 1999 году было 72,3 %). Из 634 активных жителей работали 585 человек (309 мужчин и 276 женщин), безработных было 49 (26 мужчин и 23 женщины). Среди 201 неактивных 68 человек были учениками или студентами, 89 — пенсионерами, 44 были неактивными по другим причинам.

## Достопримечательности
- Церковь Св. Стефана (XVI век)

## Города-побратимы
- Корраль-де-Калатрава (Испания, с 1997)
- Вик-Фезансак (Франция, с 2009)

## Фотогалерея

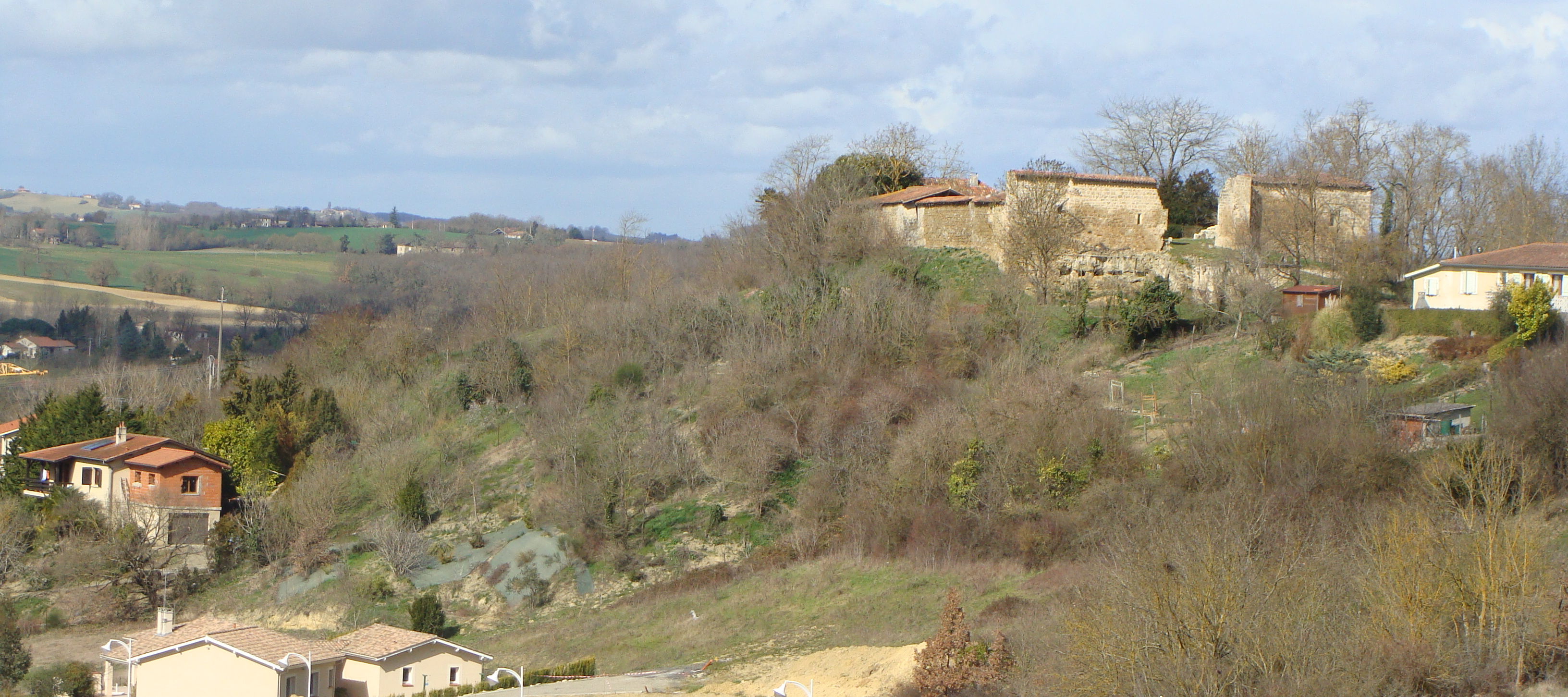
Руины замка
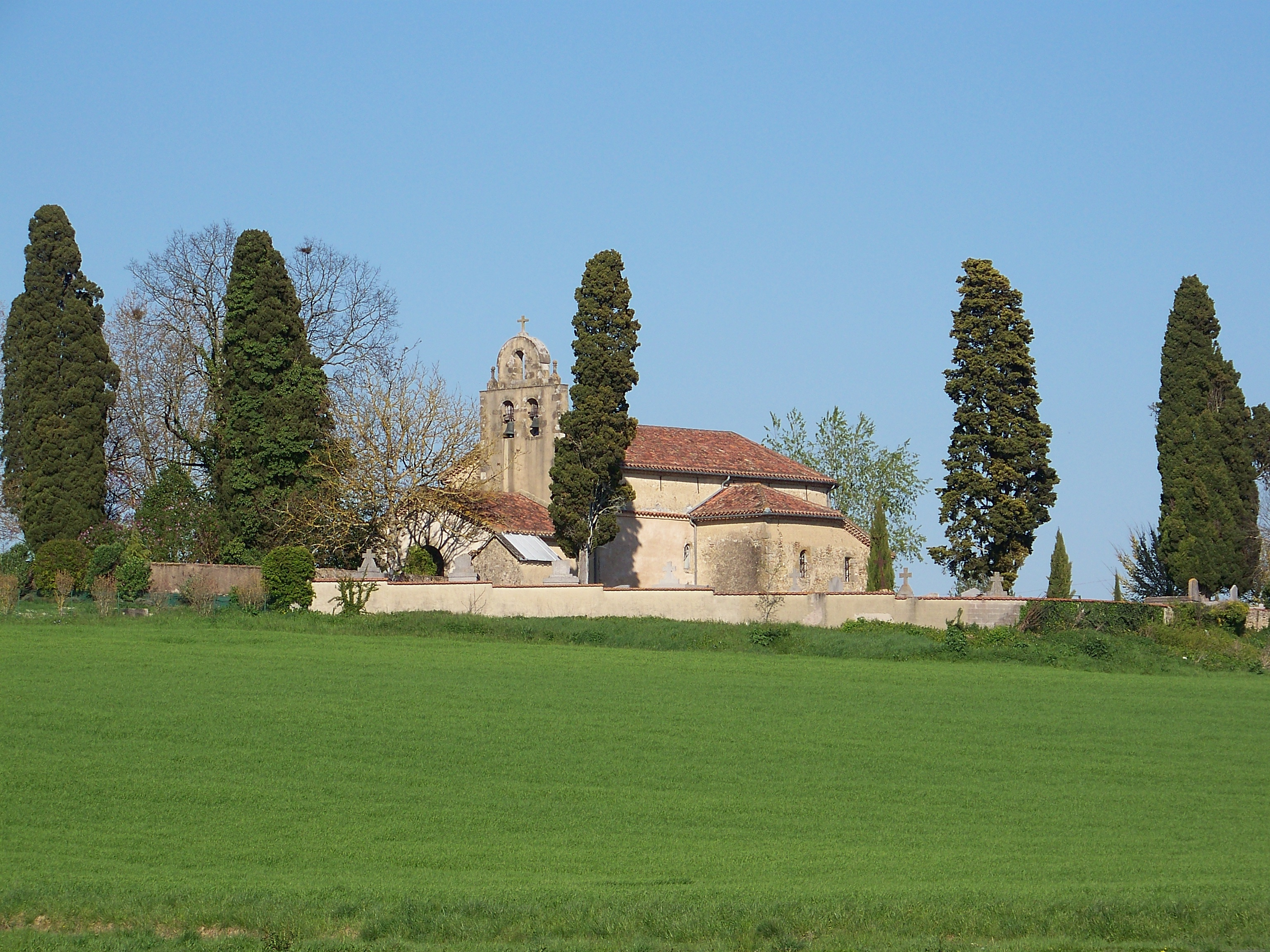
Церковь Св. Стефана
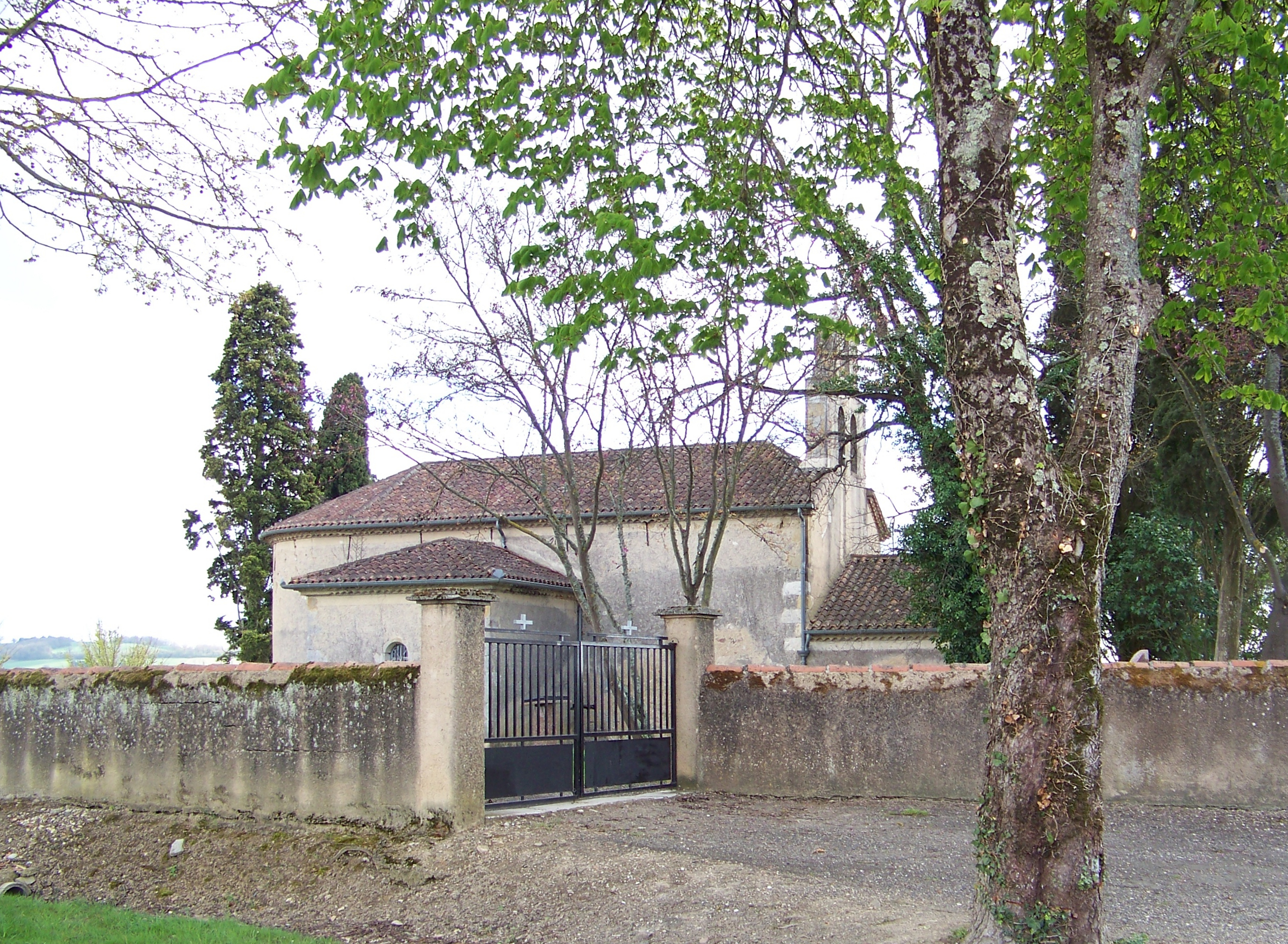
Церковь Св. Стефана
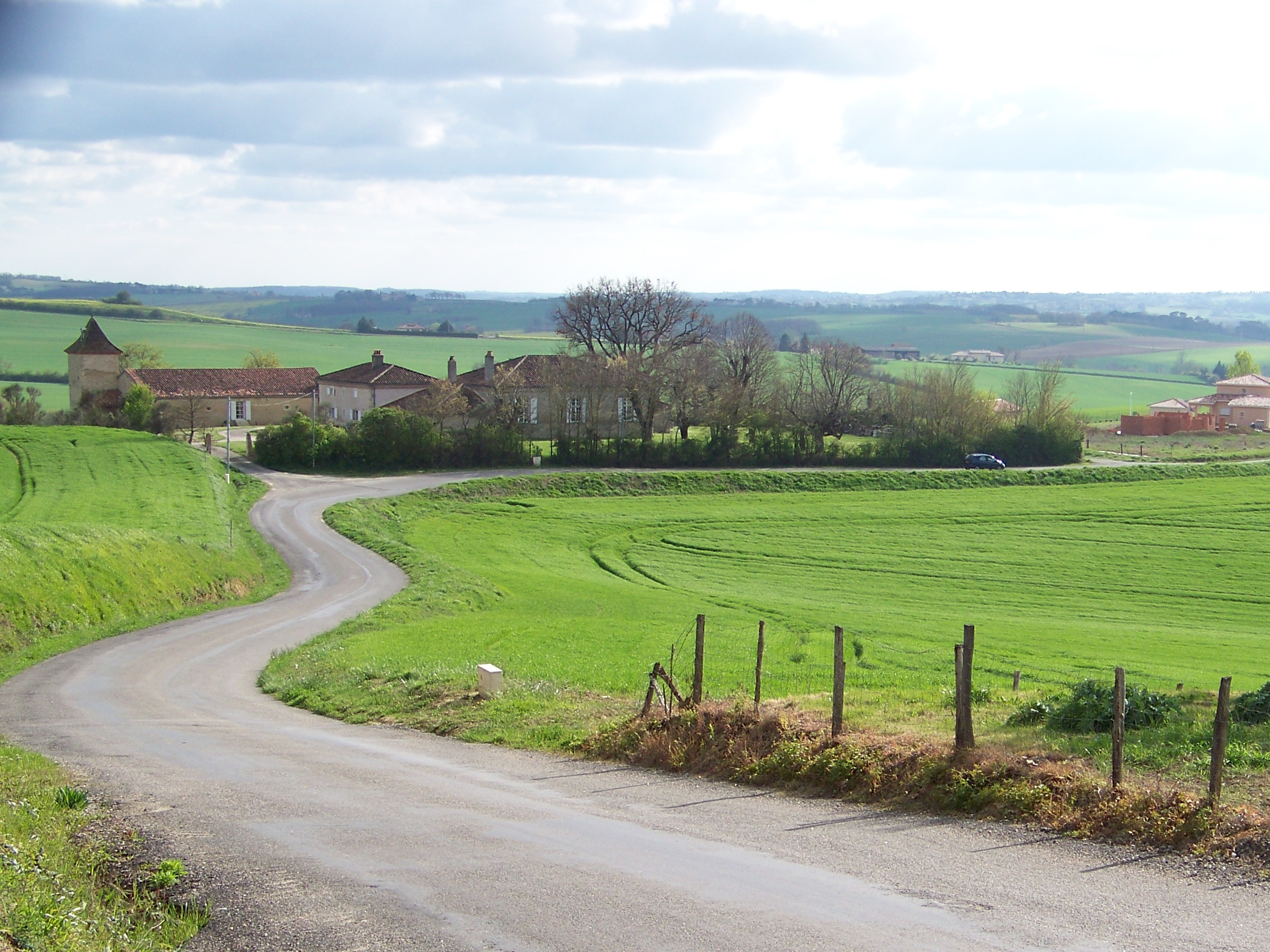
Шартрёз Пастиссе